# Pace di Teusina
La pace di Teusina, Tyavzin o Tyavzino (in finlandese: Täyssinän rauha), anche nota come pace eterna con la Svezia nella storiografia russa, è stato un accordo concluso tra la Russia (rappresentata dal boiaro Afanasiy Pushkin) e la Svezia il 18 maggio 1595 per porre fine alla guerra russo-svedese (1590-1595) del 1590-1595.

## Contenuto

Cambiamenti territoriali dopo il 1595

Il trattato prevedeva la restituzione alla Russia dei territori ceduti alla Svezia (tranne la città di Narva) ai sensi della pace di Pljussa del 1583. La Russia inoltre otteneva le città di Ivangorod, Kopor'e, Jama e la fortezza di Korela. Il confine russo-svedese venne delineato partendo dalla foce del fiume Sestra sul golfo di Finlandia fino al mare di Barents restaurando dunque il precedente confine precedente alla guerra di Livonia.
La Russia tuttavia dovette rinunciare alla sovranità sull'Estonia.